# Ігрень
Ігрень (Нова Ігрень) — місцевість у східній частині міста Дніпра, над річкою Маячка та лівим берегом річки Самара, до 1977 року — місто. Розташована за 15 км на схід від центра міста.

## Історія
Сучасний житловий масив Дніпра, Ігрень, також має назву Нова Ігрень, на відміну від Старої Ігрені на Ігренському острові. Нова Ігрень була заснована біля залізничної станції Одинківка, яка відкрита у листопаді 1873 року, у 1904 році перейменована на станцію Ігрень.
У 1920-х роках Нова Ігрень мало назву — селище Карло-Марксове (імені Карла Маркса).

### Ксеніївка
Південно-західна частина Нової Ігрені має назву Ксеніївка (Ксенівка) від розташованого поблизу однойменного зупинного пункту, названого на честь дочки помічника начальника Катерининської залізниці Петра Михайловича Крендовського (1882—1929) Ксенії (1915—2008). Це район вулиць Олекси Тихого (до 2023 року — вул. Гвая), Щоглової, Дитинства, Сержанта Литвищенка. Простягається від вулиці Гайової до річки Самара.

### Ігрень
У  1959 році  селище Карло-Марксове набуло статусу міста під назвою Ігрень, до складу якої увійшли райони — Нова Ігрень, Одинківка, Ксеніївка та Рибальське, та було підпорядковане Дніпропетровській міській раді .
Станом на 1970 рік населення Ігрені складало 22 тис. осіб. У 1977 році місто Ігрень було включене до Самарського району Дніпропетровська.
У 2015 році, на виконання законів про декомунізацію, в Ігрені вулицю Анрі Барбюса перейменовано на вулицю Героя АТО Євгенія Сердюкова, який загинув під містом Шахтарськ Донецької області влітку 2014 року.

## Археологічні дослідження
Впродовж ХХ—XXI століть Ігренський півострів досліджували відомі українські археологи Валентин Даниленко, Ірина Ковальова, Володимир Ромашко тощо.

### Новокам'яна доба
Ігрень-8 — є найвидатнішим поселенням неолітичної Дніпро-Донецької культури, що розташоване в Огрені (Стара Ігрень).

### Мідна доба
В Ігренському могильнику середньостогівської культури виявлено миску з розписом, етапу Трипільської культури. Розкопки проводив Дмитро Телегін.

## Інфраструктура
На території Ігрені розташовані хлібний комбінат, гранітний кар'єр. Переважна більшість населення цієї місцевості працює на підприємствах міста Дніпро, з яким є регулярне транспортне сполучення приміськими електропоїздами й автобусними маршрутами.

## Заклади освіти
- Середня загальноосвітня школа № 87
- Середня загальноосвітня школа № 110
- Навчально-виховний комплекс № 122
- Середня загальноосвітня школа № 127
- Дитячий дошкільний заклад № 33
- Дитячий дошкільний заклад № 81

## Дніпропетровська обласна психіатрична лікарня
Лікувальний заклад відкритий у 1897 році на землі  поміщика Закревського. Під час німецької окупації, у 1941—1943 роках, на території лікарні розташовувався Ігренський концентраційний табір, що був філією Бухенвальду
.

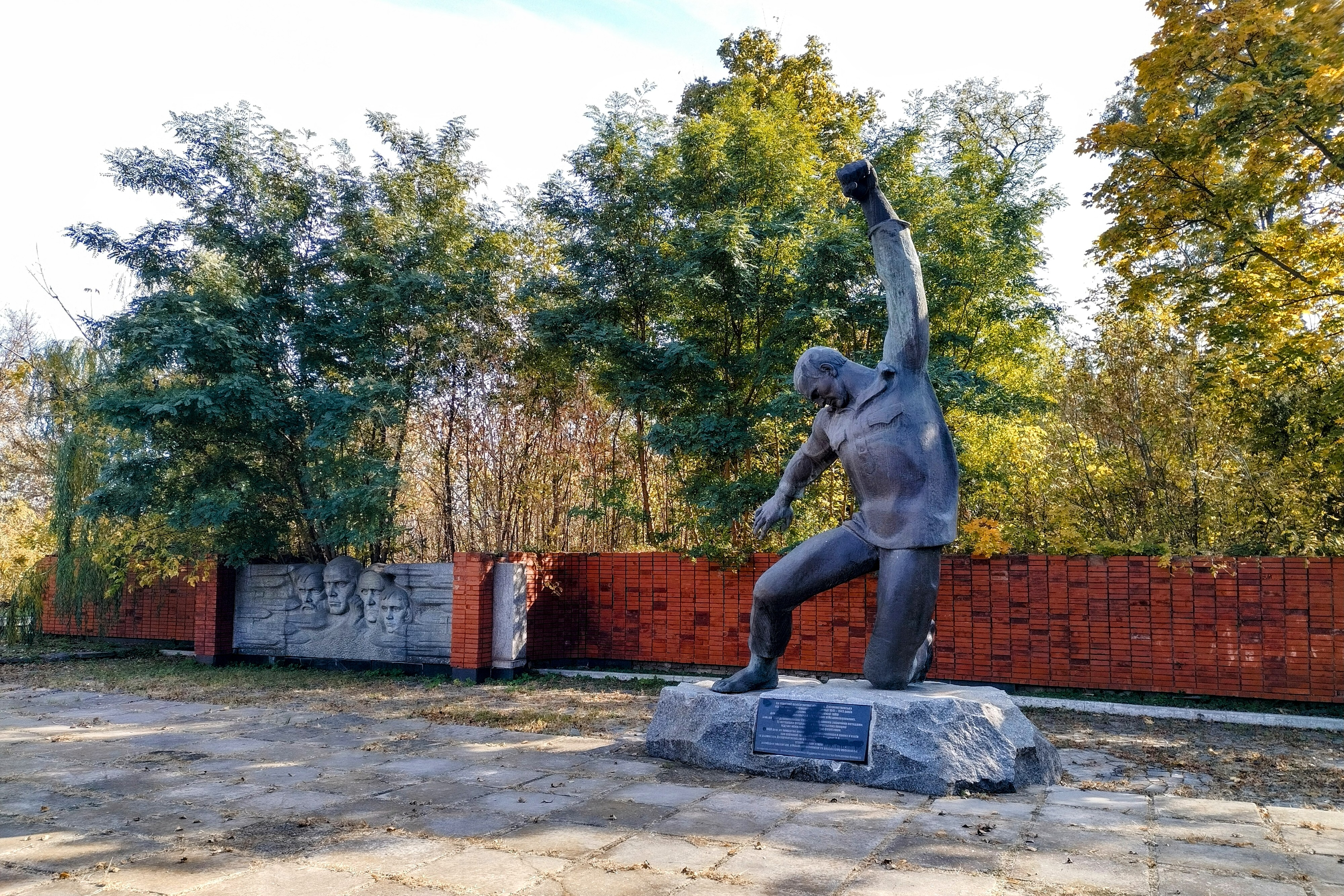
Монумент полеглим полоненим психіатричної лікарні

У 1973 році на території психіатричної лікарні скульптором Щедровою В. І. та архітектором  Положієм В. С. було встановлено пам'ятник жертвам концтабору серед яких були пацієнти (близько 1300 осіб), яких нацисти знищували на рівні з євреями. Дніпропетровська обласна клінічна багатопрофільна психіатрична лікарня — є найбільшою на пострадянському просторі. Територія лікарні займає 50 га і складається з 42 відділень на 2500 ліжок, де окрім психічних розладів здійснюється лікування неврозів, а у дитячому сурдологічному відділенні — глухоту у дітей.

Обласна психіатрична лікарня
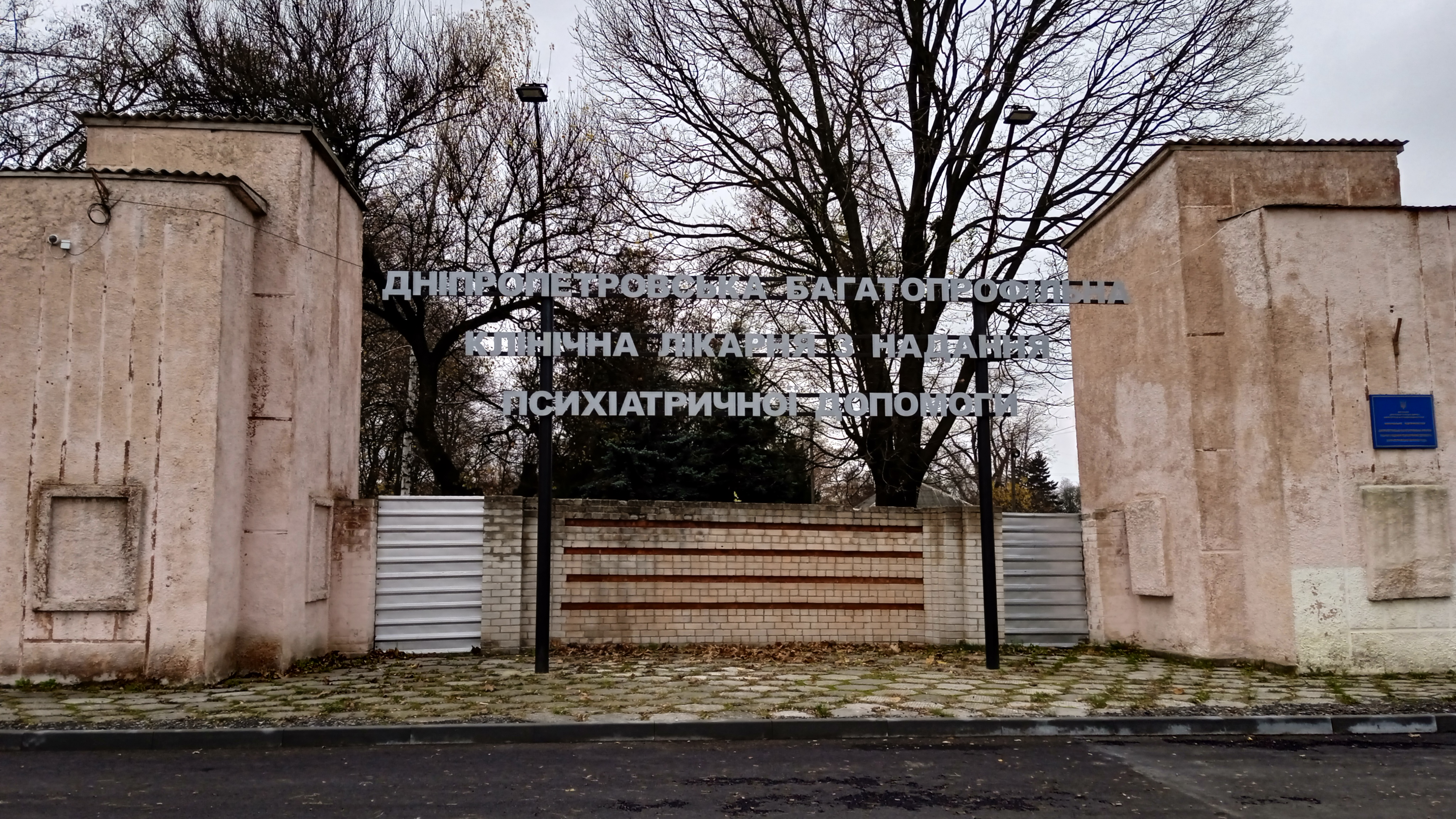
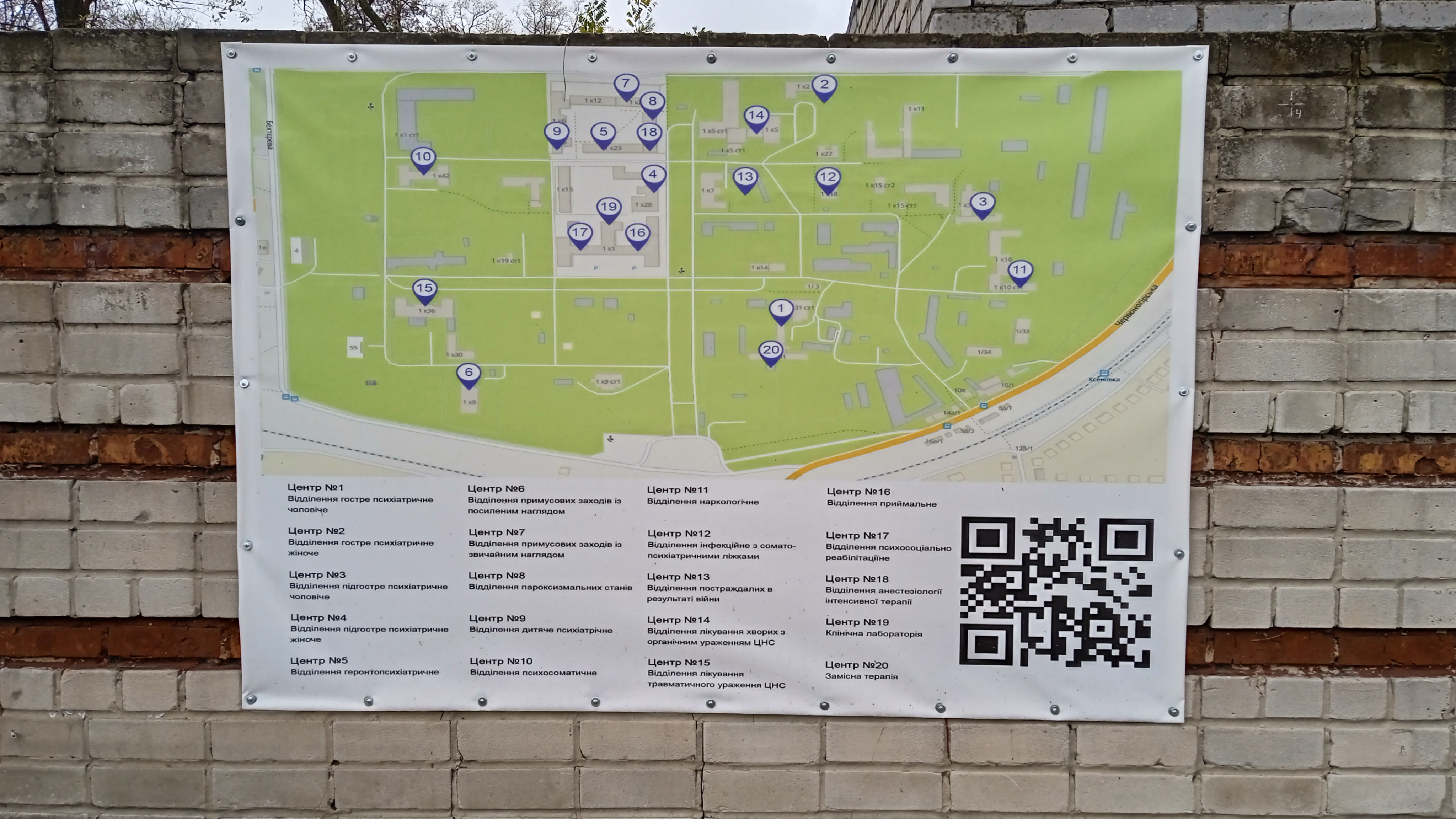

## Заклади культури
- Ігренський будинок культури
- Будинок культури обласної психіатричної лікарні[4]

## Транспорт
До Ігрені є можливість дістатися автобусними маршрутами від вулиці Коцюбинського (з центра Дніпра) та залізничного вокзалу приміськими електропоїздами — до станції Ігрень та Ксенівка (Синельниківський напрямок).

## Головні вулиці
- Вулиця Князя Костянтина Острозького
- вулиця Князя Вітовта
- вулиця Остафія Дашкевича
- вулиця Гайова
- вулиця Івана Кожедуба
- вулиця Андрія Сахарова
- вулиця Сержанта Литвищенка

## Релігія
В Ігрені знаходяться наступні сакральні споруди релігійних громад: 
- Храм Святої Ксенії Римлянки (вул. Данила Самойловича, 1, корп. 5 (на території лікарні));
- Храм Святого благовірного великого князя Олександра Невського (вул. Щедрика, 29-А).

## Відомі особи
- Бублик Микола — майстер художнього розпису.
- Падун Володимир Макарович —  художник, учасник Ігренської школи.
- Гречіхін Микита Артемович —  Герой Радянського Союзу.

## Галерея

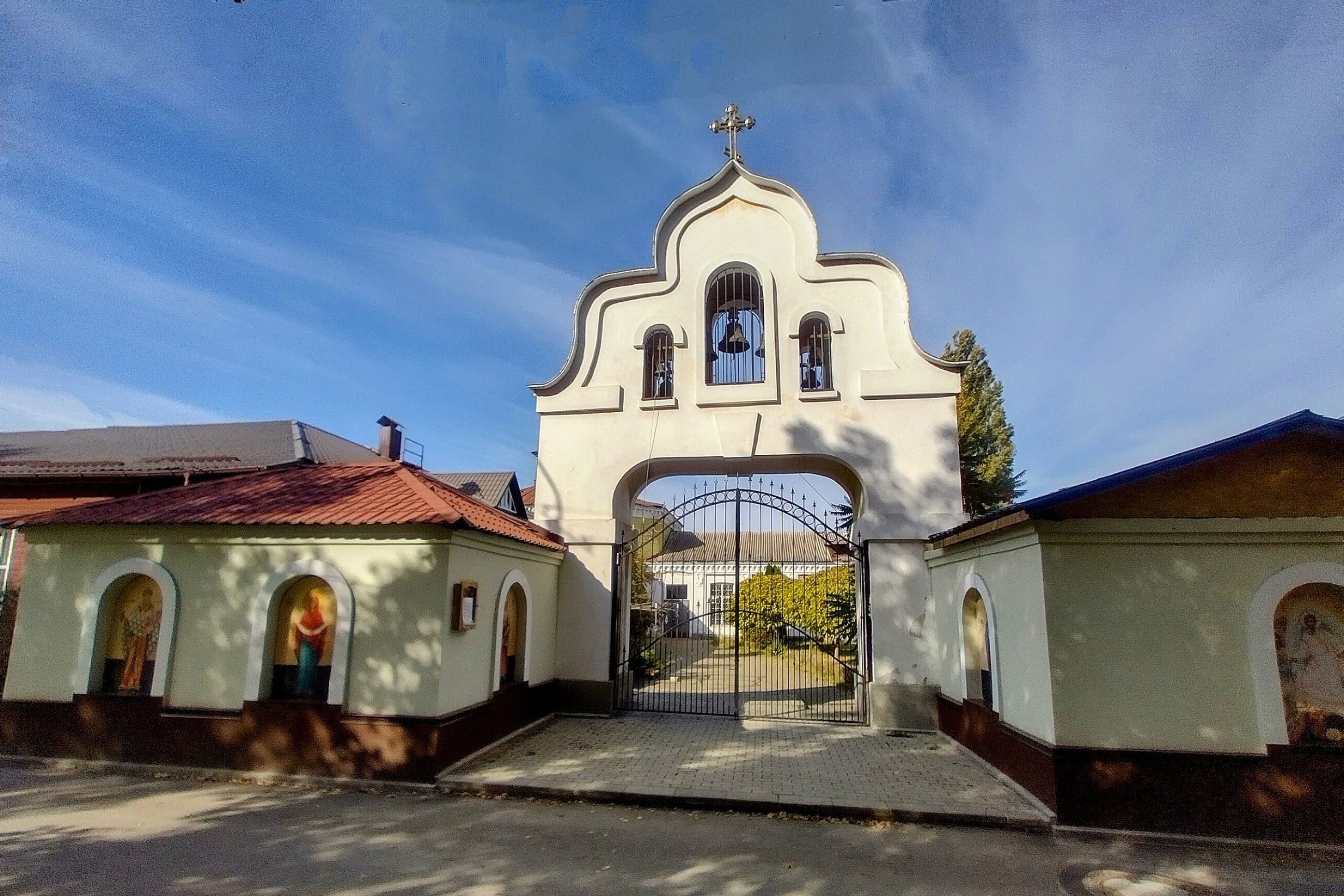
Храм Святої Ксенії Римлянки
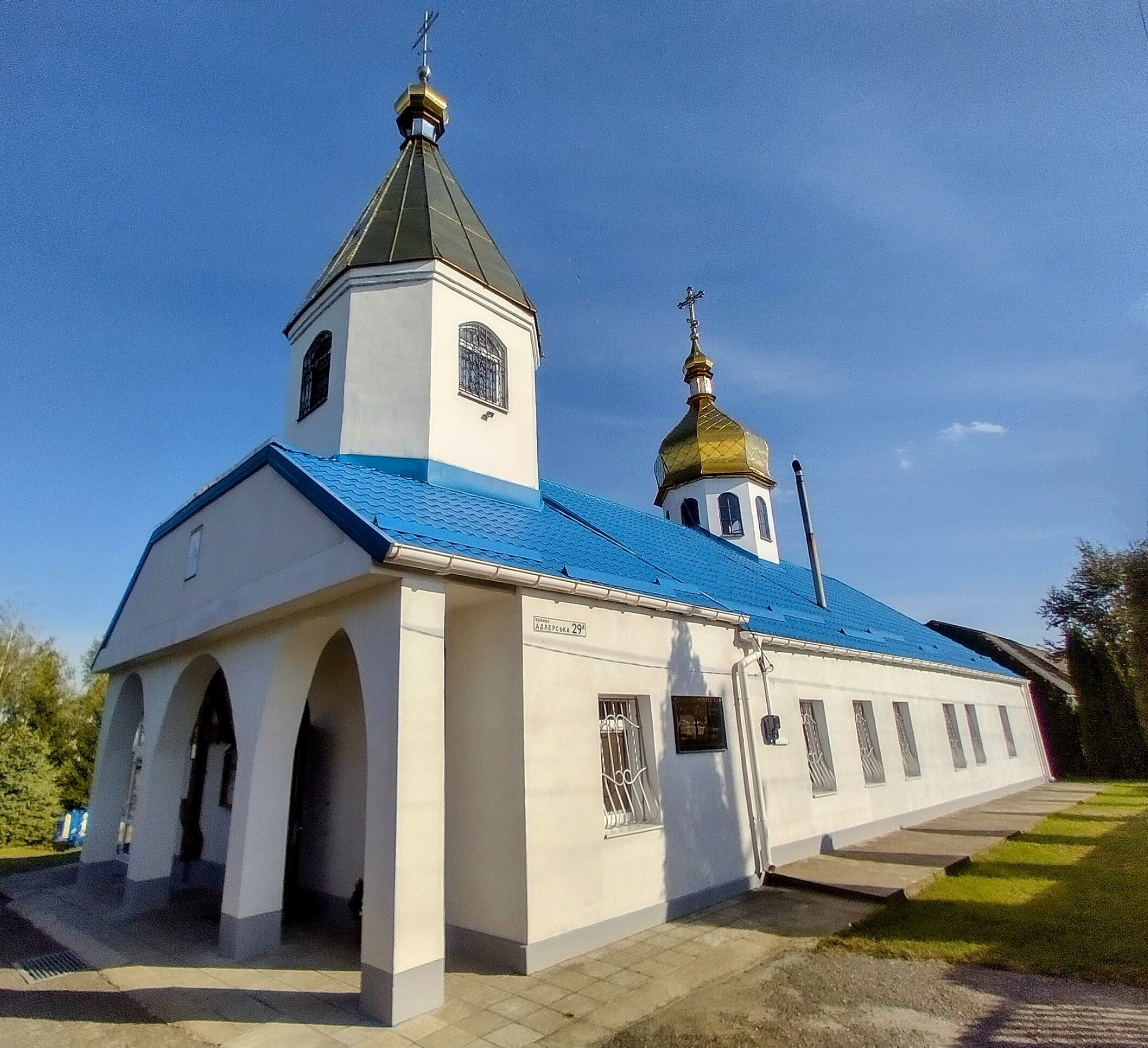
Храм Святого князя Олександра Невського
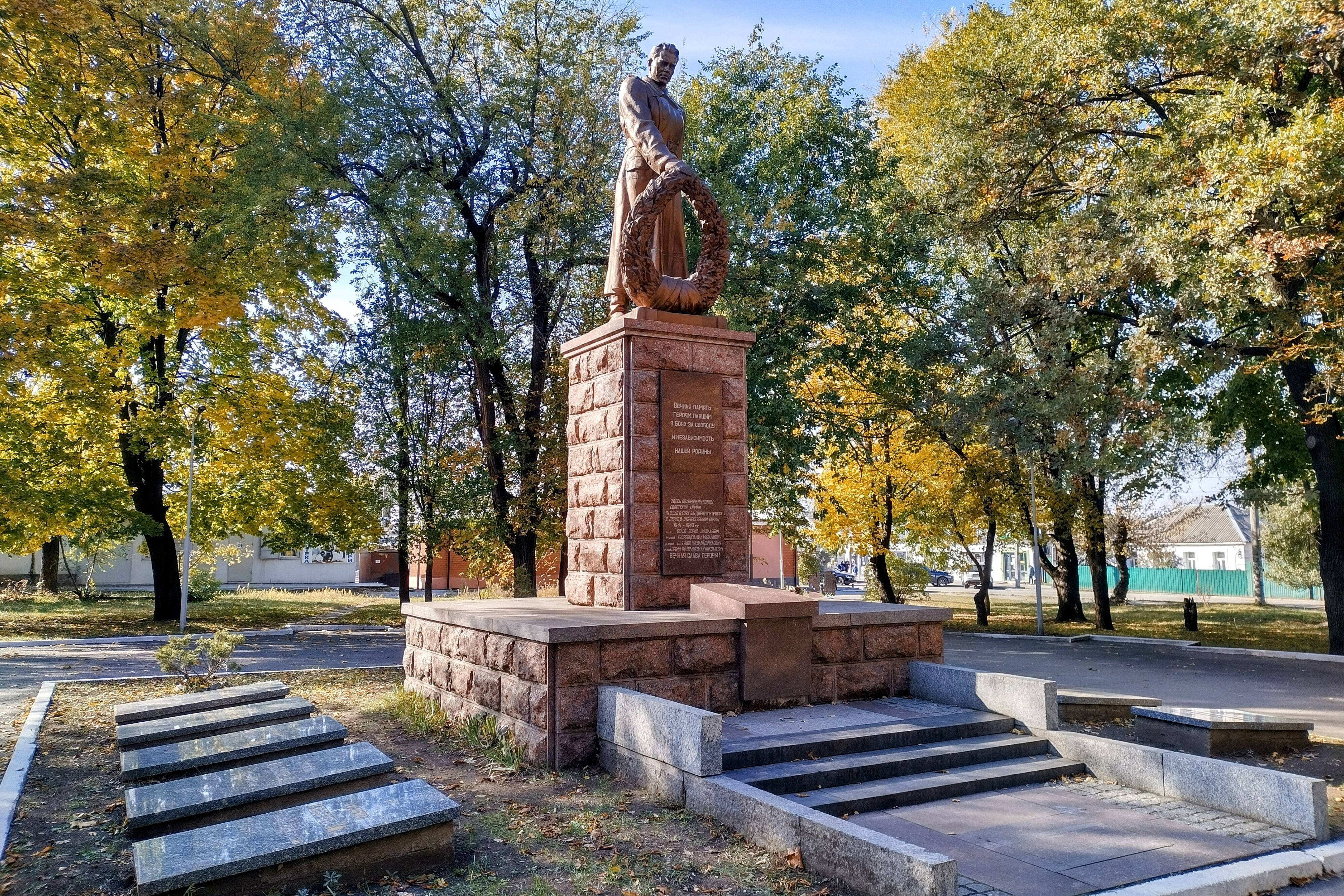
Військовий меморіал на братській могилі